# Kántor László
Kántor László (Kolozsvár, 1964. október 27. –) film- és tv-rendező, operatőr, filmproducer.

## Életpályája
Szülei Kántor Lajos (1937–2017) irodalomtörténész és Nagy Erzsébet (1931–2011) műfordító voltak.
A kolozsvári 3-as Számú Matematika–Fizika Líceumban érettségizett 1983-ban.
1985–1986 között a Kolozsvári Állami Bábszínházban bábszínész volt. 1987–1989 között a Kolozsvári Állami Magyar Színházban irodai titkár, könyvtáros és fotós volt. 1989–2002 között a Román Televízió magyar adásának szerkesztő-riportere volt. 1992–1996 között a Színház- és Filmművészeti Főiskola hallgatója volt Szabó Gábor osztályában. 1999–2005 között a Budapest Filmstúdió ügyvezető igazgatója és producere volt. 2003–2004 között a Magyar Producerek Szövetségének elnökségi tagja volt, 2005-től alelnöke. 2003–2005 között az Új Budapest Filmstúdó ügyvezető-producere volt. 2005-től az Európai Filmakadémia tagja, 2007-től igazgatótanácsának tagja.

## Filmjei
| - Nem félünk a farkastól (1994) - Totális háború (1995) - Razzia az Aranyszarvasban (1996) - Álombánya (1998) - A Monarchia mostohagyermeke (2001) (operatőr is) - Linum (2002) - Itt se, ott se (2003) - Domokos Géza, az intézményépítő (2005) - Fekete, piros (2006) - Tiszta lap (2002) (filmproducer is) - Dallas Pashamende (2004) (filmproducer is) - Tabló – Minden, ami egy nyomozás mögött van! (2008) (filmproducer is) - Ki-be tawaret (2010) (filmproducer is) - Valan – Az angyalok völgye (2019) (filmproducer is) - Kalaf (1996) - Légyfogó (1998) - Felmentő levél (2002) (filmproducer és filmrendező is) | - A szerencse lányai (1998) - A bolond gránátalmafa (1999) - Levél Amerikába (2000) - Kelj fel Jancsi (2000) - Torzók (2001) - Fény hull arcodra (2002) - Papsajt (2002) - Bolygótűz (2003) - Szezon (2004) - Labirintus (2005) - A csapda (2007) - A lefejezett kakas (2007) - Gruber utazása (2008) - Hideg Berek (2008) - Igazság (2009) - Barlang (2010) - Isztambul (2011) - Az éjszakám a nappalod (2015) - Mancs (2015) - Nagyi Projekt (2017) - Éjjeli őrjárat (2020) |

## Könyvei
- Házsongárd (1989)
- Túlélő képek (1989)

## Díjai
- Veres Ferenc-díj
- Nívódíj (1990)[3]
- Soros Alapítvány ösztöndíja (1994-1996)[3]
- Sárga Csikó Díj (2021)[4][5][6]